# Chronologie des südlich-zentralen Andenraums
Die relative Chronologie des südlich-zentralen Andenraums, in Nord-Chile sowie im Altiplano Boliviens und in Süd-Peru, wird in der Archäologie Südamerikas mit der folgenden Epocheneinteilung durchgeführt:
| Epochen                                                                              | Epochen | Epochen | Zeitliche Einordnung        |
| ------------------------------------------------------------------------------------ | --- | --- | --------------------------- |
| Vorhispanische Ära Epochen vor dem ersten Kontakt mit Spaniern (span.: Prehispánico) | Archaikum Epoche der Jäger und Sammler (span.: Arcaico)                                                    | Frühes Archaikum (span.: Arcaico Temprano)                                                                 | 8000 v. Chr. – 6000 v. Chr. |
| Vorhispanische Ära Epochen vor dem ersten Kontakt mit Spaniern (span.: Prehispánico) | Archaikum Epoche der Jäger und Sammler (span.: Arcaico)                                                    | Mittleres Archaikum (span.: Arcaico Medio)                                                                 | 6000 v. Chr. – 4000 v. Chr. |
| Vorhispanische Ära Epochen vor dem ersten Kontakt mit Spaniern (span.: Prehispánico) | Archaikum Epoche der Jäger und Sammler (span.: Arcaico)                                                    | Spätes Archaikum (span.: Arcaico Tardío)                                                                   | 4000 v. Chr. – 2000 v. Chr. |
| Vorhispanische Ära Epochen vor dem ersten Kontakt mit Spaniern (span.: Prehispánico) | Archaikum Epoche der Jäger und Sammler (span.: Arcaico)                                                    | Finales Archaikum (span.: Arcaico Final)                                                                   | 2000 v. Chr. – 1400 v. Chr. |
| Vorhispanische Ära Epochen vor dem ersten Kontakt mit Spaniern (span.: Prehispánico) | Formativum Epoche der Bauern und Hirten, Keramikherstellung (span.: Formativo)                             | Frühes Formativum (span.: Formativo Temprano)                                                              | 1300 v. Chr. – 350 v. Chr.  |
| Vorhispanische Ära Epochen vor dem ersten Kontakt mit Spaniern (span.: Prehispánico) | Formativum Epoche der Bauern und Hirten, Keramikherstellung (span.: Formativo)                             | Mittleres Formativum (span.: Formativo Medio)                                                              | 350 v. Chr. – 100 n. Chr.   |
| Vorhispanische Ära Epochen vor dem ersten Kontakt mit Spaniern (span.: Prehispánico) | Formativum Epoche der Bauern und Hirten, Keramikherstellung (span.: Formativo)                             | Spätes Formativum (span.: Formativo Tardío)                                                                | 100 n. Chr. – 500 n. Chr.   |
| Vorhispanische Ära Epochen vor dem ersten Kontakt mit Spaniern (span.: Prehispánico) | Mittlerer Horizont Epoche der Tiwanaku-Zivilisation (span.: Medio)                                         | Mittlerer Horizont Epoche der Tiwanaku-Zivilisation (span.: Medio)                                         | 500 n. Chr. – 900 n. Chr.   |
| Vorhispanische Ära Epochen vor dem ersten Kontakt mit Spaniern (span.: Prehispánico) | Späte Zwischenzeit Epoche zwischen Tiwanaku-Zivilisation und der Inkaherrschaft (span.: Intermedio Tardío) | Späte Zwischenzeit Epoche zwischen Tiwanaku-Zivilisation und der Inkaherrschaft (span.: Intermedio Tardío) | 900 n. Chr. – 1450 n. Chr.  |
| Vorhispanische Ära Epochen vor dem ersten Kontakt mit Spaniern (span.: Prehispánico) | Später Horizont Epoche der Inkaherrschaft (span.: Tardío)                                                  | Später Horizont Epoche der Inkaherrschaft (span.: Tardío)                                                  | 1450 n. Chr. – 1500 n. Chr. |
| Hispanische Ära Epochen nach dem ersten Kontakt mit Spaniern (span.: Hispánico)      | Hispanische Ära Epochen nach dem ersten Kontakt mit Spaniern (span.: Hispánico)                            | Hispanische Ära Epochen nach dem ersten Kontakt mit Spaniern (span.: Hispánico)                            | 1500 n. Chr. –              |